# Ojat
Der Ojat (russisch Оять) ist ein linker Nebenfluss des Swir in den Oblasten Wologda und Leningrad im Norden des europäischen Teils von Russland.
Der Ojat hat seinen Ursprung in dem See Tschaimosero auf den Wepsowsker Höhen. Er fließt in überwiegend westlicher Richtung und mündet in den Swir – 15 km vor dessen Mündung in den Ladogasee.
Der Ojat hat eine Länge von 266 km. Er entwässert ein seenreiches Einzugsgebiet im Osten der Oblast Leningrad, das eine Fläche von 5220 km² umfasst. Der mittlere Abfluss 39 km oberhalb der Mündung beträgt 51,8 m³/s. 
Im Unterlauf weist der Fluss Stromschnellen auf. Das Frühjahrshochwasser bildet einen wesentlichen Anteil am jährlichen Abfluss. Ende November / Anfang Dezember gefriert der Fluss. Bis Ende April / Anfang Mai bleibt die Eisdecke des Ojat geschlossen.